# Quinta Avenida (Managua)
La Quinta Avenida Sureste o la Quinta Avenida Noroeste, o simplemente como la 5ª Avenida, es una avenida de sentido norte y sur que recorre la ciudad de Managua, Nicaragua.

## Trazado
La Quinta Avenida Suroeste y la Quinta Avenida Noroeste son prácticamente la misma, ya que en un extremo lleva el nombre de Quinta Avenida Suroeste y en el otro extremo Noroeste. La Quinta Avenida Suroeste inicia desde la 10.ª Calle Noroeste. La avenida atraviesa el Residencial Bolonia de norte a sur, pasando por las intersecciones de la 9ª Calle Suroeste, 8ª Calle Suroeste, Calle 27 de Mayo, Calle Julio Buitrago, 5ª Calle Suroeste, Callejón José Ángel Robleto, Dupla Sur, 3ª Calle Suroeste, 2ª Calle Suroeste, 1ª Calle Noroeste, Calle Sudamérica, Calle Central, 6ª Calle Noreste, 7ª Calle Noreste, 9ª Calle Noroeste, hasta terminar en la 11.ª Calle Noroeste en el barrio San Antonio.

## Barrios que atraviesa
A pesar de que la avenida es relativamente larga, sólo atraviesa dos barrios, el Residencial Bolonia y el Barrio San Antonio, cerca del lago Xolotlán.